# Granmar
Granmar, död ca 640, var den siste kungen av Södermanland.
Det berättas i Ynglingasagan om hur Granmar tillsammans med sex andra småkonungar av kung Ingjald Illråde inbjöds till arvölet efter Bröt-Anund. Granmar valde dock att hålla sig borta, vilket räddade hans liv, ty de övriga sex bänkades i Sjukungarssalen i Uppsala och innebrändes, varpå Ingjald lade under sig deras riken. Sommaren därefter bortgifte Granmar sin och drottning Hilds dotter Hildegunn med den skeppshärjande ylvingakungen Hjorvard, som sedan blev Granmars främsta stöd. Nästa vår deltog han i Uppsalabloten, och blotspånen föll på sådant sätt att han förstod att han inte hade långt kvar att leva. Samma års höst satt också Granmar och Hjorvard med sina män till gästning på Selaön i Mälaren då Ingjald med sitt folk överföll dem nattetid och dödade dem alla genom innebränning.
Enligt eddakvädena om Helge Hundingsbane och i dem inskjutna prosastycken skulle kung Granmar också ha haft tre söner vid namn Hödbrodd, Gudmund och Starkad, som alla skall ha dött före fadern. Hödbrodd trolovade sig med kung Högnes av Östergötland dotter, valkyrian Sigrun, som var Helge Hundingsbanes älskade. Helge överfull kung Högne, som stupade jämte sina söner Hödbrodd och Brage, men yngste sonen Dag skonades och gav Helge trohetsed. Högnes och hans söners död hämnades av kung Granmar och hans söner, men i slaget stupade de anfallande. Då lånade Dag Högnesson Odins spjut Gungner och genomborrade med detta Helge, varefter hans syster Sigrun förbannade honom och låg i högen hos den döde Helge.